# Halte Wijdenes
Halte Wijdenes (telegrafische code: wijd) was een halte aan de voormalige spoorlijn Hoorn - Bovenkarspel-Grootebroek nabij het dorp Wijdenes. De halte was geopend van 2 december 1913 tot 1935. Achter de halte stond De Stofmolen.